# Silvia Rubik
Silvia Rubik (* 16. Juni 1960 in Wien) ist eine österreichische Politikerin (SPÖ). Sie war von 2004 bis Oktober 2019 Abgeordnete zum Landtag und Mitglied des Wiener Gemeinderats.

## Leben
Silvia Rubik besuchte die Volks- und Hauptschule im Bezirk Landstraße und schloss ihre Schulbildung mit dem Polytechnischen Lehrgang 1974/75 ab. Sie besuchte im Anschluss zwischen 1975 und 1976 eine Lehre als Friseurin und begann 1976 eine Ausbildung zur Datatypistin und Locherin. Anschließend arbeitete sie ab 1978 als Angestellte der Wiener Sozialdienste (ab 2002 Wiener Sozialdienste Alten- und Pflegedienste GmbH).
Politisch engagierte sich Rubik 1986 bis 1992 bei den Kinderfreunden in Velm-Götzendorf und engagierte sich in der Folge in der Bezirkspolitik von Penzing. Sie ist seit 1994 Frauenreferentin der Sektion 14, wurde 1997 zur Sektionsvorsitzende Stellvertreterin gewählt und ist seit 1998 Bezirksfrauenvorsitzende Stellvertreterin. 2000 bis 2004 war sie Bezirksrätin, bevor sie 2004 in den Wiener Landtag und Gemeinderat wechselte. Sie war hier in der 18. Gesetzgebungsperiode Mitglied im Ausschuss „Integration, Frauenfragen, KonsumentInnenschutz und Personal“.
Im Oktober 2019 folgte ihr Andrea Mautz-Leopold als Abgeordnete zum Wiener Landtag und Mitglied des Wiener Gemeinderates nach.

## Auszeichnungen (Auswahl)
- 2023: Goldenes Ehrenzeichen für Verdienste um das Land Wien[3]